# Мавзолей Чашма-Айюб
Мавзолей Чашма-Айюб (узб. Chashmayi Ayyub — букв. «Источник Айюба (Иова)») — одно из самых загадочных зданий Бухары (Узбекистан); традиционно почитаемое место, колодец с источником, по преданию, возникшим по воле библейского Иова-Айюба.
Здание необычного облика и устройства, со сложной и не совсем ясной строительной историей. Предание датирует мазар временем правления   представителя Караханидов Арслан-хана, то есть XII веком. Надпись же на доске внутри здания сообщает, что оно воздвигнуто в 1379—1380 годах при Тамерлане неким Амиром Хаджаджем. Ближайшая к входу восточная половина здания пристроена в XIV—XVI веках.
Этот архитектурный памятник находится в городском центральном парке культуры и отдыха, в разное время носившем имена С. М. Кирова и Саманидов. До 1930-х годов в этом районе было расположено скромных размеров кладбище.
После празднования «сайли нау» (Нового года) на кладбище возле мазара Чашма-Айюб (а также возле мазара Исмаила Самани) проводился трехдневный «сайли мазор» — род поминок по умершим, на которые собирались главным образом женщины.

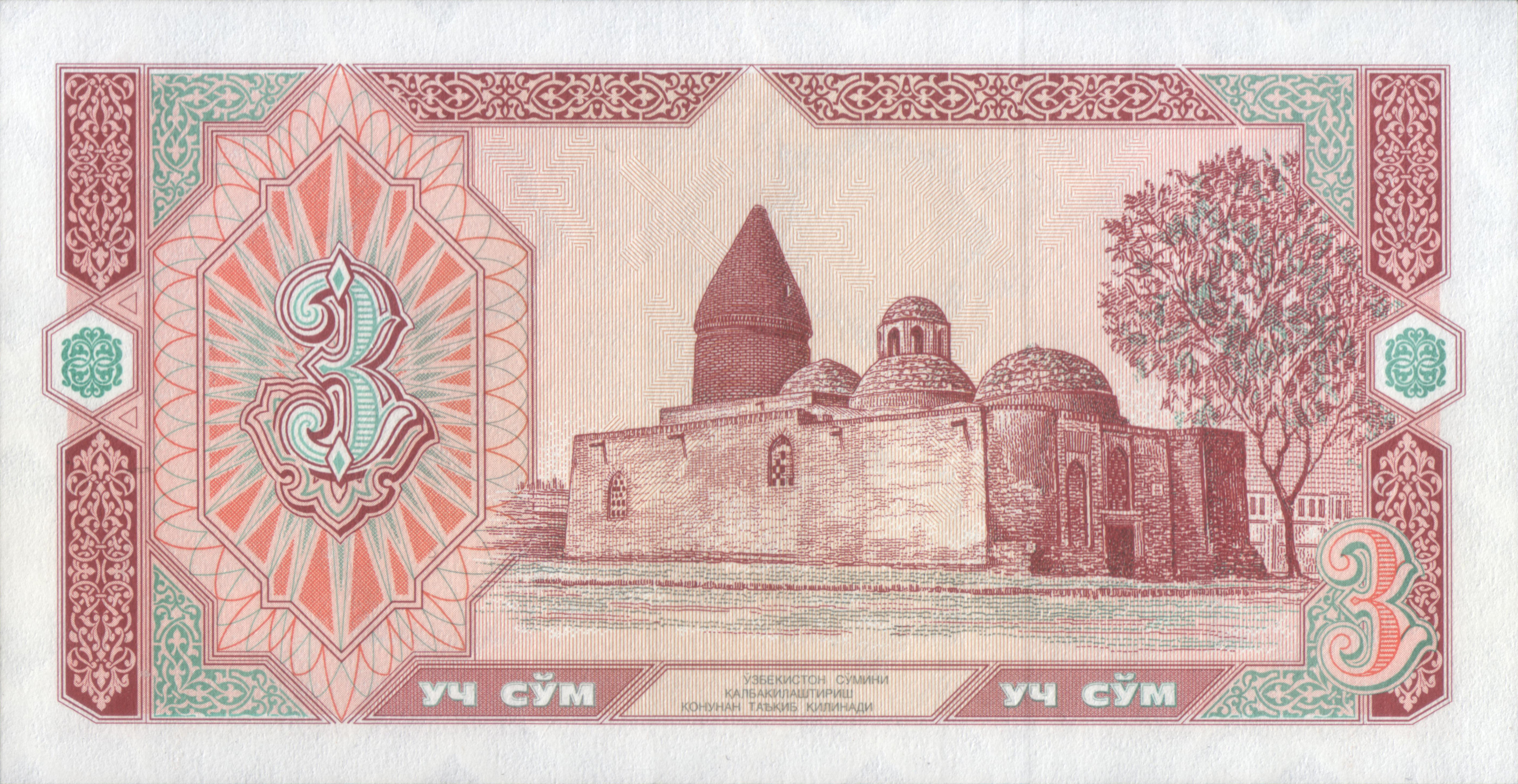
Мавзолей Чашмаи-Айюб был изображён на банкноте узбекского сума достоинством в 3 сума выпуска 1994 года, который ныне вышел из обращения.

С 1991 года в Чашма-Айюбе функционирует экспозиция музея истории водоснабжения Бухары. Здесь представлены история водоснабжения Бухарского оазиса, виды водных сооружений и развитие этих зданий.
Источник святого пророка Иова является объектом почитания не только для мусульман, но и со стороны Православной церкви Бухары. В 2017 году Бухару и источник Иова Многострадального посетил Патриарх Московский и всея Руси Кирилл.
Чашма-Айюб является одним из объектов культурного наследия Узбекистана и одним из кандидатов на статус объекта всемирного наследия ЮНЕСКО.

## Архитектура
Памятник представляет собой сложное прямоугольное здание, состоящее из четырёх помещений, которые расположены анфиладой — в ряд, с запада на восток. Они увенчаны куполами, из которых ни один не повторяет другого. Сооружение оригинально и своеобразно с внешней стороны, в особенности если смотреть на него с севера или с юга.
Главным фасадом мавзолей обращён на восток. В его интерьере расположены: вестибюль, помещение со «священным колодцем», выведенным над источником; за ним — мечеть с парадной нишей (михрабом), здесь же находится и гурхана — усыпальница Айюба, отмеченная саганой (этот термин в исламе означает однокамерное наземное либо полуподземное могильное сооружение из жжёного или сырцового кирпича, со сводчатым или плоским перекрытием).
В гурхане крупные литые ганчевые сталактиты нарастают в три яруса от углов по контурам двенадцатигранных звёзд, формируя систему небольших пазушных сводиков, образующих переход к маленькому уплощённому куполу — подобных композиций нет даже в тимуридских памятниках Самарканда. Здесь налицо то превосходное владение методом пространственных построений от чертежа, намеченного лишь в плане, которое кажется непостижимым наблюдателю, но которым доныне владеют искусные народные мастера Узбекистана.
Квадратное помещение, замыкающее на западе продольную ось, отмечено снаружи круглым барабаном на невысоком квадратном постаменте, увенчанным коническим шатром. В публикациях эта не свойственная Бухаре шатровая форма объясняется тем, что в строительстве участвовали мастера из Хорезма, якобы пригнанные сюда Тимуром. Но шатровые постройки XIV века в Хорезме неизвестны, а знаменитые хорезмские шатры венчают постройки XII века — весьма относительное их сходство с шатром Чашма-Айюб говорит в пользу его ранней даты. Правда, историк архитектуры Средней Азии и Узбекистана В. А. Нильсен, отметивший нетипичность конических шатров для построек времени Тимура, предполагал, что «…эта форма была для Бухары столь же традиционной, как для Хорезма или Семиречья».
Кладка поверхности цилиндрического барабана — тщательная, с широкими и глубокими, ритмично чередующими вертикальными швами — характерна для сельджукско-караханидской архитектуры и совершенно не типична для архитектуры XIV века. Формы и приёмы цилиндрического барабана, естественно вписывающиеся в архитектурную эстетику XI—XII веков, по одной версии, чужды архитектуре послемонгольского времени.
Над входом в гурхану размещена историческая надпись, вырезанная на майоликовых плитках бирюзового цвета. Она была создана в эпоху Амира Темура, однако при одном из ремонтов майоликовые плитки в середине текста были перепутаны местами. Кроме того, некоторые плитки утрачены. Далее приводится исправленный текст: «Завершено строительство этого здания по указанию султана Мавераннахра и Хорасана Амира Темура Курагана — да умножится его милость над всеми мусульманами! — усилиями Амира Хаджжаджа в месяцы года 785 (1383—1384)».
Над входом в гурхану, выше упомянутой ранее надписи, на деревянной широкой доске имеется исторический резной текст истории посещения Бухары Айюбом, написанный курсивным почерком типа шикасте и заимствованный из ныне утраченного сочинения бухарского историка аль-Гунджара, — «Тарихи Бухара» («История Бухары», X век). Вокруг этого текста тем же почерком шикасте написан фрагмент из Корана. Почерк надписи несколько грубоват — это связывают с тем, что дерево, на котором вырезан текст (предположительно гуджум), очень твёрдое. Однако диакритические точки расставлены регулярно, а сам текст при взгляде снизу читается достаточно свободно. Кроме того, стиль изложения прост, не включает в себя сложных речевых оборотов. Следовательно, текст был доступен даже и тем паломникам, которые обладали лишь начальными навыками чтения.

## Предания и легенды
В сказании, зафиксированном в древних рукописях, излагается следующая история. Уставший в странствиях пророк Айюб (Иов) переправился через Амударью и дошёл до Бухары. Жители города приняли его с почестями. В знак благодарности Иов произнёс: «О, Боже! Принеси изобилие их потомкам, принеси их врагам поражение, отврати от них смуту!». Он умер в Бухаре именно в этом месте, которое сохранилось и почитаемо доныне как мазар; под ним есть источник, по легенде являющийся одним из источников джанната (рая). Говорят, возле него росло дерево, у которого даже зимой листья были зелёными.
В другом варианте легенды об Иове сообщается, что в том месте, где он остановился, от удара посохом о землю забил родник. Его вода считалась целебной, к источнику потянулись многочисленные паломники. Со временем место приобрело статус мазара — места поклонения. Вокруг него появилось кладбище, функционировавшее на протяжении более тысячи лет. Считалось, что вода источника излечивает кожные болезни и даже проказу.